# Hermann Scheel
Hermann Scheel (ur. 1885, zm. 1968) – niemiecki nauczyciel i archiwista miejski w Anklam. W czasie II wojny światowej sprawował pieczę nad zbiorami tamtejszego muzeum regionalnego, którego był współorganizatorem. Redaktor periodyku regionalnego „Heimatkalender für den Kreis Anklam”. Autor artykułów i broszur dotyczących historii miasta i okolic, m.in. Der Anklamer Marktplatz vor 100 Jahren, Das Anklamer Regiment, Anklams Schiffbau im Wandel der Jahrhunderte, Das Steintor, Der Torfstich der Stadt Anklam bei Rosenhagen, Haus- und Meistermarken in Anklam und Umgebung, Das Kloster Stolpe 1153-1953. Pochowany na tamtejszym cmentarzu ewangelickim.